# Sławomir Rawicz
Sławomir Rawicz (n. 1 septembrie 1915 la Pinsk, Polesie - d. 5 aprilie 2004 la Nottingham) a fost un ofițer polonez de cavalerie din timpul celui de-al Doilea Război Mondial.
Este cunoscut în special ca fiind autorul cărții The Long Walk, apărută în 1955 și în care descrie viața sa de prizonier de război în Gulagul sovietic și evadarea sa.
Conform romanului, drumul eliberării a fost foarte lung și a parcurs Tibetul, ajungând până în India (aflată pe atunci sub stăpânire britanică).